# Moya (Castille-La Manche)
Pour les articles homonymes, voir Moya.
Moya est une municipalité espagnole de la province de Cuenca, dans la région autonome de Castille-La Manche.